# Лізтон (Індіана)
Лізтон (англ. Lizton) — місто (англ. town) в США, в окрузі Гендрікс штату Індіана. Населення — 511 особа (2020).

## Географія
Лізтон розташований за координатами 39°53′2″ пн. ш. 86°32′32″ зх. д. / 39.88389° пн. ш. 86.54222° зх. д. (39.883971, -86.542116).  За даними Бюро перепису населення США в 2010 році місто мало площу 1,49 км², уся площа — суходіл.

## Демографія
Згідно з переписом 2010 року, у місті мешкало 488 осіб у 197 домогосподарствах у складі 137 родин. Густота населення становила 328 осіб/км².  Було 218 помешкань (147/км²).
Расовий склад населення:
| - 97,3 % — білих - 0,4 % — азіатів |

До двох чи більше рас належало 1,4 %. Частка іспаномовних становила 1,4 % від усіх жителів.
За віковим діапазоном населення розподілялося таким чином: 28,5 % — особи молодші 18 років, 63,9 % — особи у віці 18—64 років, 7,6 % — особи у віці 65 років та старші. Медіана віку мешканця становила 32,1 року. На 100 осіб жіночої статі у місті припадало 113,1 чоловіків;  на 100 жінок у віці від 18 років та старших — 111,5 чоловіків також старших 18 років.
Середній дохід на одне домашнє господарство  становив 57 517 доларів США (медіана — 49 375), а середній дохід на одну сім'ю — 64 661 долар (медіана — 60 682). Медіана доходів становила 47 500 доларів для чоловіків та 30 341 долар для жінок. За межею бідності перебувало 14,1 % осіб, у тому числі 12,9 % дітей у віці до 18 років та 12,5 % осіб у віці 65 років та старших.
Цивільне працевлаштоване населення становило 261 осіб. Основні галузі зайнятості: будівництво — 20,3 %, освіта, охорона здоров'я та соціальна допомога — 14,9 %, роздрібна торгівля — 12,6 %.